# Rutilio Escandón Cadenas
Pour les articles homonymes, voir Escandón (homonymie) et Cadenas (homonymie).
Rutilio Cruz Escandón Cadenas, né le 3 mai 1958 à Venustiano Carranza (Chiapas), est un homme politique mexicain, membre du Mouvement de régénération nationale (Morena). Il est sénateur pour le Chiapas de 2000 à 2006, puis député de 2006 à 2009 et gouverneur de l’État du Chiapas de 2018 à 2024.

## Débuts
Rutilio Cruz Escandon Cadenas naît le 3 mai 1958 dans la commune de Venustiano Carranza, dans le Chiapas. Il suit une licence de droit à l'Université autonome de Basse-Californie (es) 1977 à 1981. De 1981 à 1989 il occupe divers mandats publics au gouvernement de l'État de Basse-Californie. Il suit une maîtrise en droit de 1989 à 1990 et un doctorat de 1990 à 1991. De 1991 à 1995 il travaille à l'Institut national de migration,. Il adhère au Parti de la révolution démocratique (PRD) en 1997.
Fonctionnaire, il a notamment été agent du ministère public du district fédéral de Mexico, dans la délégation Coyoacán, sous-directeur général de l'Institut de santé mentale de Basse-Californie, délégué à l'Institut national de migration à Ixtapa-Zihuatanejo (Guerrero), directeur juridique de Banrural à Oaxaca, président-directeur général de la commission électorale du Chiapas, directeur de la frontière sud de l'Institut national de migration, sous-délégué régional et président-directeur général du tribunal de migration au Chiapas, chef de No Migrantes à l'Institut national de migration, directeur du travail et de la prévision sociale en Basse-Californie, directeur du registre public de la propriété et du commerce du gouvernement de la Basse-Californie et sous-directeur du registre public de la propriété du gouvernement de l’État de Basse-Californie.
D'abord membre du parti de la révolution démocratique (PRD) il est secrétaire général du comité exécutif du parti dans l'État du Chiapas, puis secrétaire général du parti dans cet État, conseiller national du PRD, et représentant du pouvoir législatif devant l'Institut fédéral électoral pour le PRD.

## Sénateur de la République
Il est sénateur de la République pour le Chiapas dans les LVIII et LIX législature du Congrès de l'Union, du 1er septembre 2000 au 31 août 2006, où il siège pour le Parti de la révolution démocratique (PRD).

## Député fédéral
Il est député fédéral, élu au scrutin plurinominal, dans la LX législature du Congrès mexicain, du 1er septembre 2006 au 31 août 2009.

## Gouverneur du Chiapas
Lors des élections de l'État du Chiapas de 2018 (es), il est élu gouverneur avec 39,08 % des voix exprimées, et prend ses fonctions le 1er octobre 2018.